# Chandni
Chandni (hindi: चांदनी, urdu: چاندنی, tłumaczenie: „Światło księżyca”) – bollywoodzki dramat miłosny z 1989 roku w reżyserii Yasha Chopry, autora Veer-Zaara, Darr, Dil To Pagal Hai. W rolach głównych Sridevi, Rishi Kapoor i Vinod Khanna. To historia kobiety kochanej przez dwóch mężczyzn, których łączy przyjaźń.

## Opis fabuły
Rohit Gupata (Rishi Kapoor) i Chandni Mathur (Sridevi) poznają się w Delhi na ślubie swoich przyjaciół Kiran i Brija. Zakochują się w sobie i postanawiają się pobrać. Rodzinę Rohita oburza perspektywa ich ślubu. Według nich pochodząca z niższej kasty Chandni nie jest godna, aby wejść do rodziny. Narzeczonych wspiera tylko zaprzyjaźniony z Rohitem szwagier, Ramesh (Anupam Kher). Siostra i rodzice czują pogardę do „lekkomyślnej tancereczki”. Obrażają ją nawet wyborem prezentu zaręczynowego. Z wyraźną niechęcią przekazują jej rodzicielskie błogosławieństwo. Aby zapomnieć o problemach, para wyrusza w bajkową podróż do Szwajcarii. Idyllę przerywa wypadek, na skutek którego Rohit zostaje częściowo sparaliżowany. Wrogość rodziny do opiekującej się nim troskliwie Chandni wzrasta. Rohit nie chce, aby dziewczyna była nieszczęśliwa żyjąc z bezsilnym kaleką i jego pełną nienawiści rodziną. Aby odtrącić ją od siebie, oskarża ją, że była przyczyną jego okaleczenia. Zdruzgotana oskarżeniem, zrozpaczona z powodu rozstania z ukochanym Chandni wyjeżdża do Kiran i Brija, przyjaciół z Mumbaju. Znajduje tam pracę w biurze turystycznym. Szef biura, Lalit Khanna (Vinod Khanna), jest człowiekiem podobnie osamotnionym i smutnym jak ona. Zwierza jej się z bólu po śmierci swojej ukochanej Dewiki (Juhi Chawla). Poczucie straty zbliża ich do siebie. Matka Lalita (Waheeda Rehman) widzi w Chandni nadzieję na to, że jej syn odzyska radość życia. Chandni zgadza się zostać jego żoną. W podróży służbowej do Szwajcarii Lalit poznaje w Zurychu wyleczonego Rohita. Zaprzyjaźniają się ze sobą i opowiadają sobie o swoich miłościach. Nie wiedzą, że obaj zachwycają się tą samą kobietą. Rohit przyjeżdża do Chandni pewny, że zastanie ją równie zakochaną jak kiedyś, jednak dziewczyna oświadcza, że wkrótce wychodzi za mąż za innego mężczyznę. Zrozpaczonego Rohita pociesza jego nowy przyjaciel, Lalit. Podczas ich rozmowy pojawia się Chandni.

## Obsada
- Vinod Khanna – Lalit Khanna,
- Rishi Kapoor – Rohit Gupta,
- Sridevi – Chandni,
- Waheeda Rehman – pani Khanna (matka Lalita),
- Sushma Seth – pani Gupta (matka Rohita),
- Anupam Kher – Ramesh (Cameo),
- Juhi Chawla – Devika (Cameo).

## Nagrody i nominacje
- nominacja do Nagrody Filmfare dla Najlepszej Aktorki – Sridevi,
- nominacja do Nagrody Filmfare dla Najlepszego Filmu,
- nominacja do Nagrody Filmfare dla Najlepszego Reżysera - Yash Chopra,
- nominacja do Nagrody Filmfare dla Najlepszego Aktora – Rishi Kapoor,
- nominacja do Nagrody Filmfare za Najlepszą Muzykę – Shiv-Hari,
- nominacja do Nagrody Filmfare za Najlepszy Tekst Piosenki – Anand Bakshi – "Lagi Aaj Sawan",
- nominacja do Nagrody Filmfare za Najlepszy Playback Męski – Suresh Wadkar – "Lagi Aaj Sawan Ki",
- Nagroda Filmfare za Najlepsze Zdjęcia – Manmohan Singh,
- Nagroda IIFA dla Najlepszego Filmu – Yash Chopra.

## Muzyka i piosenki
Twórcami muzyki jest duet Shiv-Hari, autorzy muzyki do Silsila (1981), Lamhe (1991), Parampara (1993) i Darr.
1. Aa Meri Jaan Main Tujhme Apni,
2. Mehbooba,
3. Lagi Aaj Sawan Ki Phir Vo Jhadi Hai,
4. Mere Haathon Mein Nau Nau Choodiyan,
5. Parbat Se Kali Ghata Takrai,
6. Tu Mujhe Suna Main Tujhe Sunaoon,
7. Chandni O Meri Chandni,
8. Instrumental Music,
9. Mitwa.